# Dorcadion escherichi
Dorcadion escherichi là một loài bọ cánh cứng trong họ Cerambycidae.